# Colocasiomyia toshiokai
Colocasiomyia toshiokai är en tvåvingeart som först beskrevs av Masanori Joseph Toda och Toyohi Okada 1983.  Colocasiomyia toshiokai ingår i släktet Colocasiomyia och familjen daggflugor.
Artens utbredningsområde är Filippinerna. Inga underarter finns listade i Catalogue of Life.